# Freddie Thorp
Freddie Thorp (Kensington e Chelsea, 7 marzo 1994) è un attore britannico.

## Filmografia

### Cinema
- The Head Hunter, regia di Tom Keeling (2016)
- To Dream, regia di Nicole Albarelli (2016)
- Overdrive, regia di Antonio Negret (2017)

### Televisione
- Doctors – serial TV, episodio 17x31 (2015)
- The Advocate – film TV (2015)
- Safe – serie TV, 8 episodi (2018)
- A Discovery of Witches - Il manoscritto delle streghe – serie TV, episodio 1x02 (2018)
- Fate: The Winx Saga – serie TV, 13 episodi (2021-2022)

## Doppiatori italiani
Nelle versioni in italiano delle opere in cui ha recitato, Freddie Thorp è stato doppiato da:
- Davide Perino in Overdrive
- Manuel Meli in Safe
- Federico Campaiola in Fate - The Winx Saga